# One Minute Man
One Minute Man je Hip-Hop singl vydaný v roce 2001 americkou raperkou Missy Elliott.V originální verzi se objevují Ludacris a Trina, ale na albu Miss E… So Addictive hostuje jenom Ludacris.
Píseň napsali Missy Elliott, Ludacris a Trina a produkovali Timbaland, Big Tank a Missy Elliott.V remixu skladby se objevuje Jay-Z a je rovněž na albu Miss E… So Addictive.Singl se umístil na 15. místě Billboard Hot 100 a stal se jejím druhým top 10 singlem v Anglii kde se umístil na 10. místě.
Missy Elliott předvedla Get Ur Freak On a One Minute Man společně s Nelly Furtado, Ludacrisem a Trinou na MTV Video Music Awards 2001 jako poctu tragicky zesnulé zpěvačce Aaliyah.
V roce 2002 bylo video k singlu nominováno na 6 cen MTV Video Music Awards, a to na Nejlepší Hip Hop video, Nejlepší direkce, Nejlepší edit, Nejlepší umělecký směr, Nejlepší speciální efekty a Nejlepší
kinematografie.

## Track listings

### Celosvětový Singl
1. "One Minute Man" (Edit)
2. "One Minute Man"
3. "One Minute Man " (Toxide & Neutrino Remix)

## Charts
| Chart                                | Nejvyšší Pozice |
| ------------------------------------ | --------------- |
| Billboard Hot 100                    | #15             |
| Billboard Hot R&B/Hip-Hop Songs      | #9              |
| Billboard Top 40 Tracks              | #26             |
| Billboard Hot 100 Airplay            | #13             |
| Billboard Hot R&B/Hip-Hop Airplay    | #9              |
| Billboard Rhythmic Top 40            | #16             |
| Billboard Hot R&B/Hip-Hop Recurrents | #3              |
| Anglie - Singly                      | #10             |